# Liévin Verstraeten
Joannes Livinus Verstraeten, né le 24 janvier 1848 à Veltem-Beisem, est un homme politique belge. 
Verstraeten vint s’installer à 25 ans comme harnacheur à Auderghem, chaussée de Wavre. Il se maria trois ans plus tard. 
Aux élections de 1895, il fut élu conseiller communal libéral. Il fut nommé échevin de l’État civil le 1er janvier 1896 et le resta jusqu’au 31 décembre 1899. 
Après un bref séjour à Louvain, il revint s'installer à Auderghem, rue de la Vignette, en 1902. 
Il y décéda le 10 avril 1937.
Depuis 1933, une rue à Auderghem porte son nom.